# Křenice, Klatovy
Křenice là một làng thuộc huyện Klatovy, vùng Plzeňský, Cộng hòa Séc.